# Ekspeditionsord
Ekspeditonsord (på engelsk: procedure words, forkortet til prowords) er ord eller sætninger som bruges inden for radiotelefoni, der bruges til at lette kommunikationen ved at formidle information i et forkortet standard verbalt format. Ekspeditionsord er "stemmeversioner" af de meget ældre tegn for morsekode ekspeditionsord, som først blev udviklet i 1860'erne til morse-telegrafi, og deres betydning er identisk.

## Procedurer
Ifølge Center for Beredskabskommunikation og Danmarks politi er der fire basale regler, også kaldet "radiodisciplin", man altid skal følge:
1. Tænk: gøre sig overvejelser om meldingen
2. Tast: Tast på radioen
3. Tøv: Vent et splitsekund med at tale for at sikre, at hele meldingen bliver afgivet
4. Tal: Afgiv sin melding

God radiodisciplin afspejler sig i, at den enkelte er tro mod det aftalte koncept:
- Korte meldinger
- Brug af ekspeditionsord
- Forudsigelighed God syntaks (afsender/modtager)
- Brug af ICAO/fonetisk alfabet (NATO)

## Eksempler

### Her er
Denne udsendelse er fra denne station, hvis betegnelse/kaldesignal umiddelbart følger. For klarhedens skyld bør den kaldede station navngives før den station, der kalder. Således, “Charlie 9, HER ER Golf Mike Oscar 7..." eller for kortheds skyld "Charlie 9, Charlie 7. Skift". Aldrig "HER ER er GMO3 der kalder VJ0". Den engelsk sætning er “THIS IS”.

### Kom og Klar
Kom betyder, at vagtcentralen melder klar til at modtage melding: “Charlie 16-05, KOM”.
Ekspeditionsordet “Klar”, som er et lignende synonym, bruges ikke til at henvise til vagtcentralen, men at man er ikke er optaget af en anden opgave og klar til en melding/ny tur. Således, "Charlie 16-05 (modtager) KLAR, Charlie 16-09 (afsender). Skift".

### Indsigt
Indsigt er et substantiv som i det danske forsvar, særligt i hæren som umiddelbart betyder, at man kan se nogen, fx "Jeg har indsigt på bygningen", eller indsigt på nogen". Ordet bliver brugt i mange dokumentarer, bøger om tidligere soldater og (fiktive) film der har involveret substantivet.

### Plus
Plus betyder, at man kan se nogen, “Jeg har PLUS på tyven”. Hvis man har tabt vedkommende af syne, siger man “Jeg mistede PLUS”.

### Skift / Skifter
SKIFT, eller SKIFTER betyder “Jeg er færdig med mit kald til dig, og et svar er nødvendigt”. Det engelske ord er "Over".

### Slut
"Jeg er færdig med mit kald til dig, og der kræves eller forventes intet svar." Det engelske ord er "Out".

### Modtaget / Det er modtaget
"Jeg har modtaget og forstået din sidste transmission, radiocheck er HØJT OG TYDELIGT." De engelske ekspeditionsord er “roger” og "copy that".

### Indforstået
"Jeg har forstået ordren og iværksætter den." Den bruges ved modtagelse af en ordre. Det engelske ord er “Wilco”, som betyder “will comply”. 

### Jeg gentager / Gentager
“Jeg gentager min sidste melding til dig”.

### Gentag
"Jeg har ikke forstået din besked, GENTAG." På engelsk hedder det “Say again”.

### Vent
Jeg holder en kort pause (forbindelsen er fortsat etableret) 

### Vent slut
"Jeg holder en pause i længere tid." (forbindelsen afbrydes). Jeg kalder tilbage til dig, når jeg er klar."

## Anvendelse i film
Ekspeditionsord bliver også tit anvendt i dansk forfattede film, oversatte film. Man siger aldrig "Skifter og slut" i autentiske opkald når et opkald sluttes. 